# イサーク・レヴィタン
イサーク・イリイチ・レヴィタン （Isaac Ilyich Levitan, ロシア語: Исаа́к Ильи́ч Левита́н, 1860年8月18日〈グレゴリオ暦8月30日〉 - 1900年7月22日〈グレゴリオ暦8月4日〉）は、ロシアの風景画家。「レビタン」とも表記される。

## 生涯と作品

### 幼年時代
イサーク・レヴィタンは、現在のリトアニア・カウナス地方のキバルタイにあったシュテットル（ユダヤ人コミュニティー）に生まれた。教育を受けたユダヤ人家庭であったが、貧困に喘いでいた。父エリアシフはラビの子で、イェシーバーを完全に終え、その後は自身で勉強をしていた。彼はカウナスでドイツ語とフランス語を教えていた。のちに、フランスの建設会社が鉄道橋の建設にあたったときには通訳を務めた。1870年初め、レヴィタン家はモスクワへ移住した。
1873年9月、イサークはモスクワ美術学校に入学した。そこでは実兄アヴェルが既に2年学んでいた。一年間模写クラスに在籍し、イサークは自然主義クラスへ籍を移した。その後すぐ風景画クラスへ移った。レヴィタンの師は、有名なアレクセイ・サヴラソフ、ヴァシリー・ペロフ、ヴァシーリー・ポレーノフであった。学校での成功によって、レヴィタンは賞品の絵の具箱と2ダースの筆をもらった。
1875年、レヴィタンの母が亡くなり、父が重病になったが、4人の兄弟たちは両親の援助をすることができなくなっていた。父は1879年に亡くなった。一家は赤貧状態に滑り落ちた。レヴィタンの才能と成績、そして学校に彼を行かせるために後援者が現れ、彼は奨学金を受けることができた。

### 初期の作品

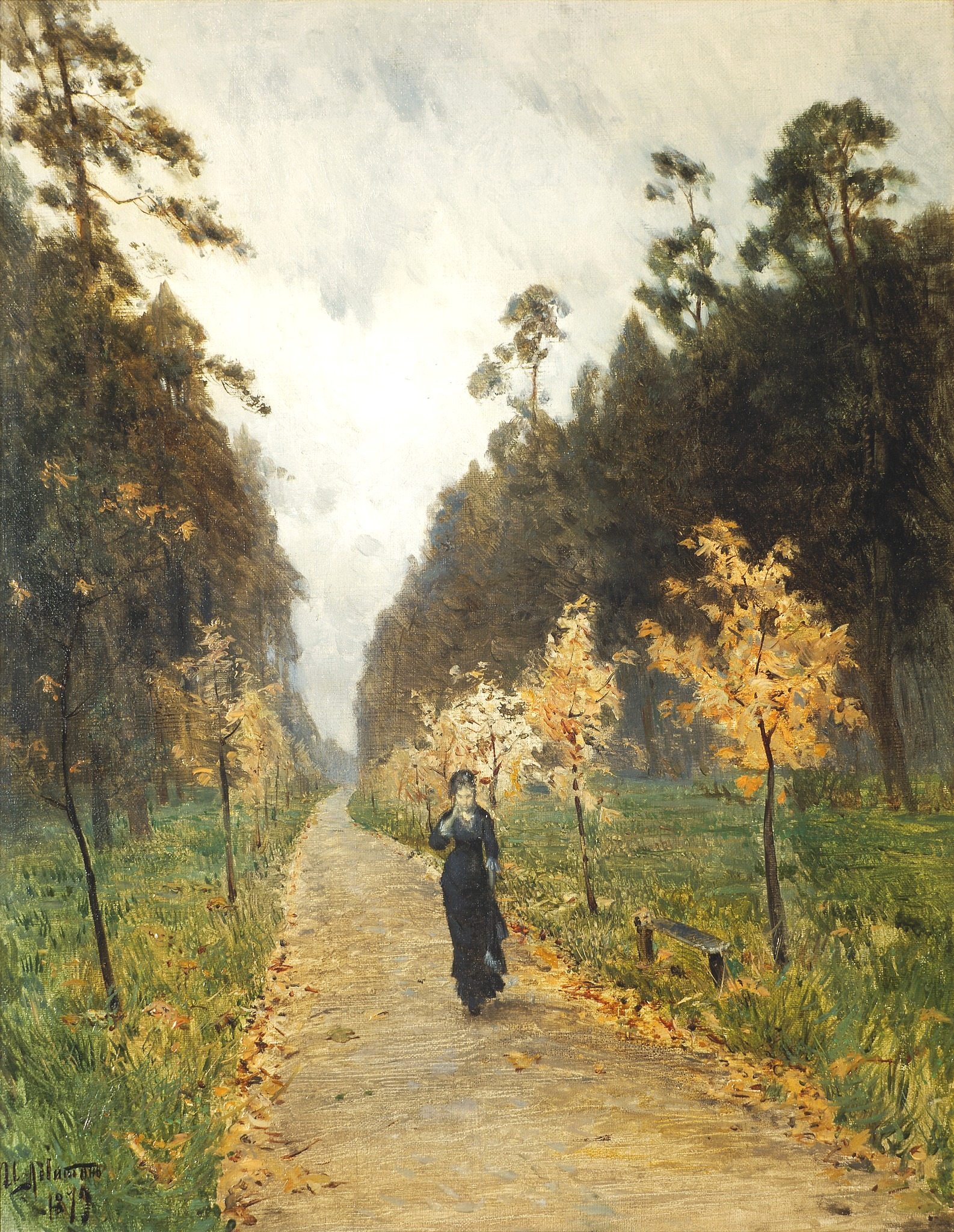
『秋の風景：ソコリニキ』、1879年

1877年、レヴィタンの作品が初めて公に展示され、マスコミから好意的な反応を得た。1879年に起きた、アレクサンドル・ソロヴィエフによるロシア皇帝アレクサンドル2世の暗殺事件後、ロシア帝国内の大都市でのユダヤ人国内追放が盛んになったため、一家はサルティコフカの郊外へ移ることを強いられた。しかし、秋に公的機関は芸術の熱愛者から圧力を受け、レヴィタン家の帰還を許すと回答した。1880年、彼の作品『秋の風景：ソコリニキ』が、有名な慈善家で芸術収集家パーヴェル・トレチャコフによって買い上げられた。
1884年春、レヴィタンは『移動派』で知られるロシア・リアリズム芸術のグループによって、流動性のある芸術展示に参加した。1891年には移動派会員となった。モスクワ美術学校で絵画・彫刻・建築を学ぶ間、レヴィタンはコンスタンチン・コローヴィン、ミハイル・ネステロフ、建築家フョードル・シェフテル、画家ニコライ・チェーホフ（劇作家アントン・チェーホフの兄）ら芸術家と親しい友人同志であった。レヴィタンはしばしばチェーホフを訪ね、レヴィタンがチェーホフの妹マリアと恋愛関係にあると勘ぐる者もいた。
1880年代初頭、レヴィタンはチェーホフ兄弟とイラスト雑誌モスクワで共作した。コロヴィンとともに1885年から1886年の間、彼はサヴァ・マーモントフのオペラのシーンを描いた。
1880年代、彼はポレノフの家で油絵と水彩画を共に描いた。

### 漠々とした風景

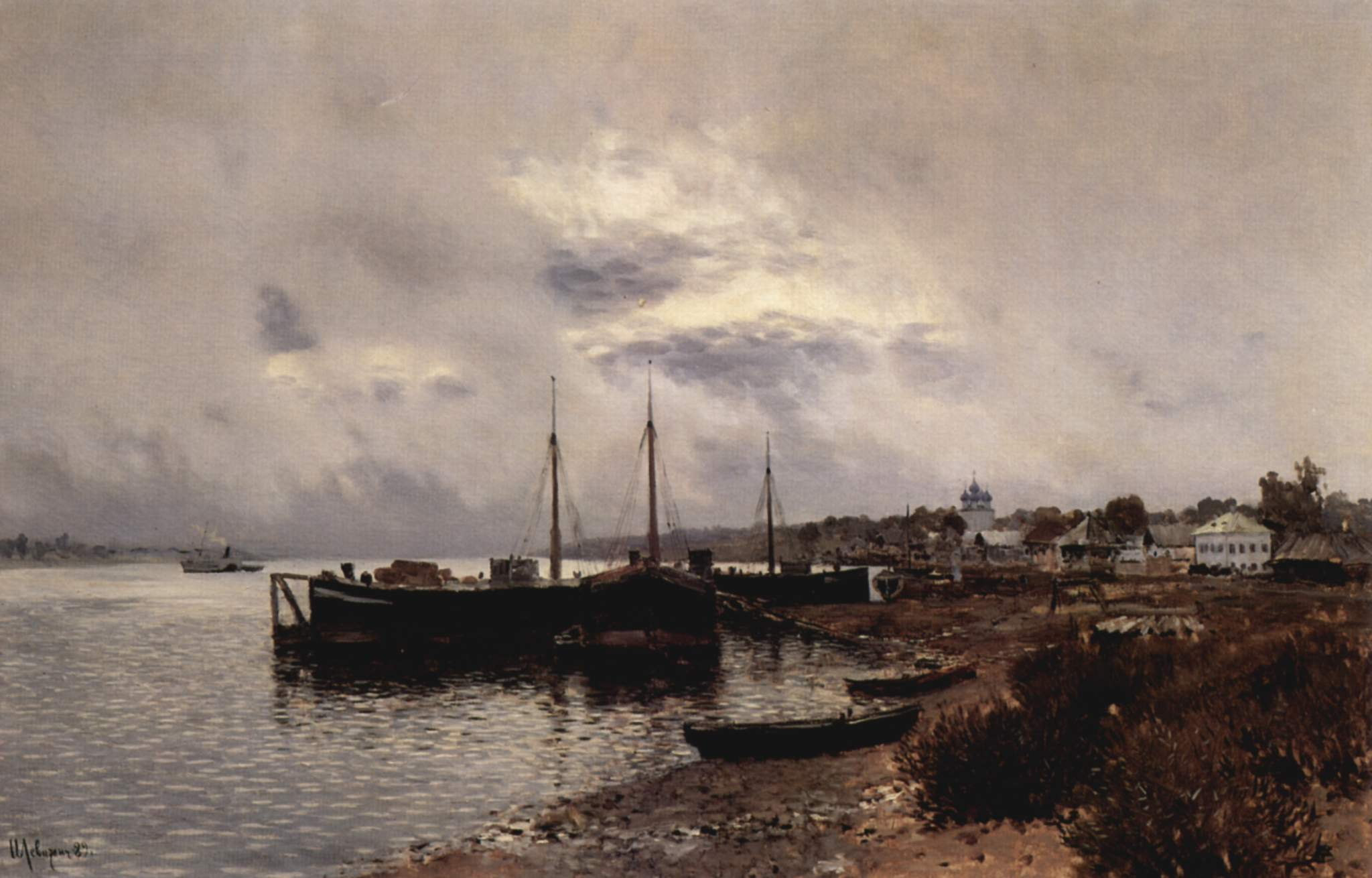
岸 (Плес). 1889

レヴィタンの作品は、ロシアの風景の詩的な魅力を反響する深遠なものとされた。『シモノフ修道院の眺め』（現在所在不明）を除いてレヴィタンは都市の風景を描かなかった。ネステロフによって言及されたように、モスクワ市が描かれている絵は『クレムリンの照明 』だけである。
1870年代後半、彼はしばしばモスクワの近辺で絵を描き、特別に変化に富んだ“漠々とした風景”を確立した。これは曲線と自然の状態を浄化したもので、人間の感情の状態が表されるようになっていった。オスタンキノ宮殿で絵を描く間、彼は邸宅の部屋と公園の断片を描いたが、彼が最も好んだのは森林や穏やかな田舎にある詩的な場所であった。彼の作品で特徴的なのは、静まりかえっていて、ほとんど憂愁の空想が田園の風景に囲まれて、人の存在を欠いているところにある。これらの優秀な例は、『ウラジーミル街道 』（1892年）、『夕暮れの鐘声 』（1892年）、『永遠の残余 』（1894年）などであり、これら全てトレチャコフ美術館に所蔵されている。彼の晩年の作品には印象主義との親密さがうかがえることから、彼のパレットはいつも無言で、彼の意図が視覚的であるとか科学的であるよりさらに自然主義的で詩的であったのである。

### 晩年

ヴァレンチン・セロフによるレヴィタン像。1893年

1890年夏、レヴィタンはユーリエヴェツへ行き、おびただしい風景の中から習作『クリヴォオセルスキ修道院の眺め 』を描いた。彼の最高の作画の一つである『静寂の修道院』はこうして誕生した。静寂の修道院のイメージと川に架かる橋のイメージは、それが外の世界とつながっていることを意味し、芸術家の精神的熟考を表現している。この絵がチェーホフに強い印象を与えたことが知られる。
1892年にはレヴィタンは再びユダヤ人迫害の中でモスクワを逃れ、ウラジーミルやトヴェリ付近の田舎町を転々とする時期を過ごす。この時にヴォルガ川沿いの小都市プリョスに滞在して描いた数々の風景画は彼の作品の中でも重要なものとなった。
1897年、既に名の知られていたレヴィタンは、帝立芸術アカデミー会員に選ばれ、1898年には彼の母校にある風景画スタジオに彼の名前がつけられた。 
レヴィタンは人生最後の年を、クリミア半島にあるチェーホフの家で過ごした。絶え間ない病気の影響にもかかわらず、彼の最期の作品は増大する光で満たされている。それらは静穏とロシアの自然の永遠の美を反映しているのである。
彼はモスクワ・ドロゴミロヴォ地区にあるユダヤ人墓地に埋葬された。1941年4月、レヴィタンの亡骸はノヴォデヴィチ墓地の、チェーホフの墓地の隣に埋葬された。レヴィタンは、生涯独身で子供もいなかった。
イサーク・レヴィタンの莫大な影響力を持つ芸術遺産は、100以上の水彩、パステル画、イラスト、製図からなっている。

## 作品

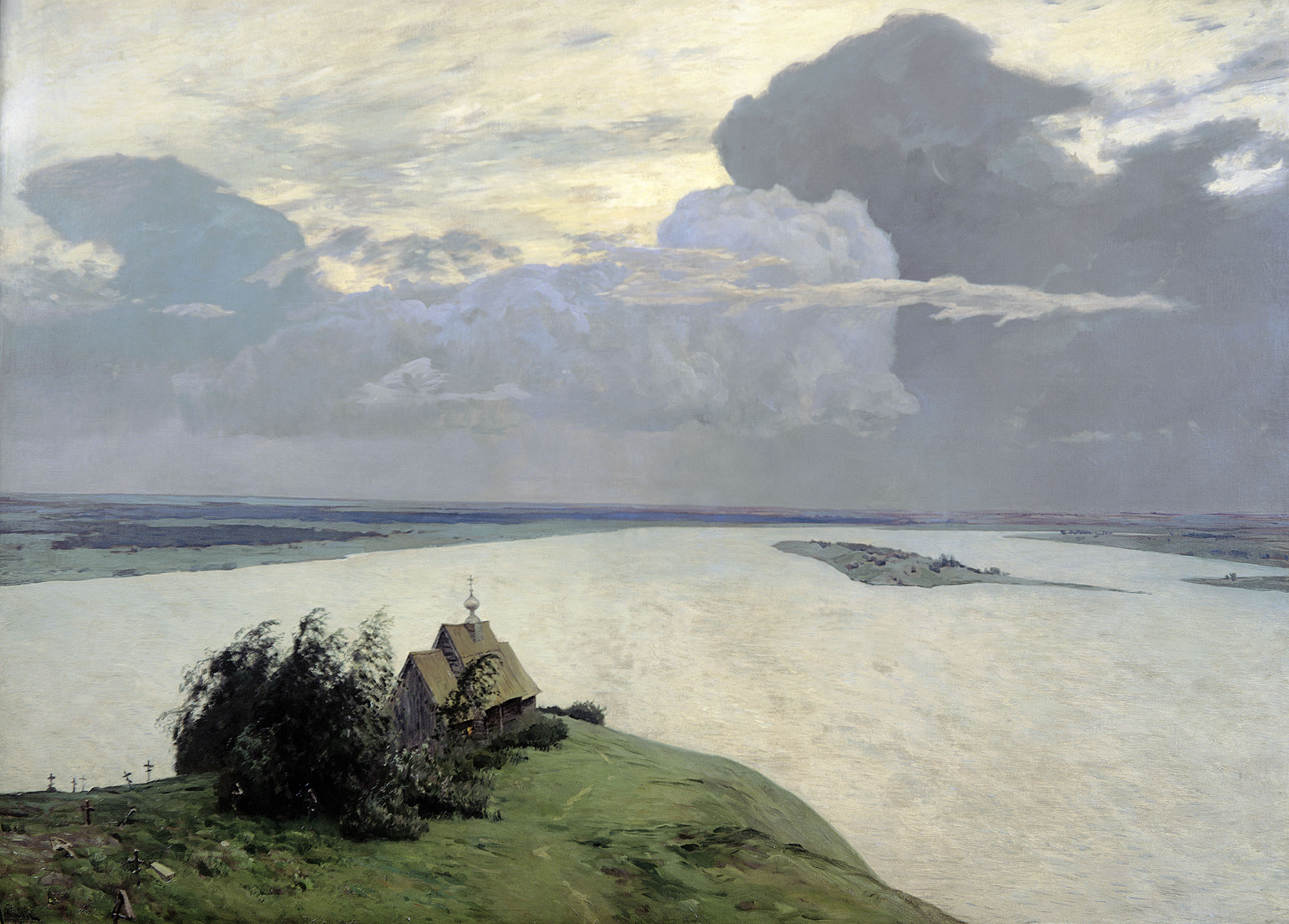
『永遠の平和の上に（ロシア語版）』、1894年
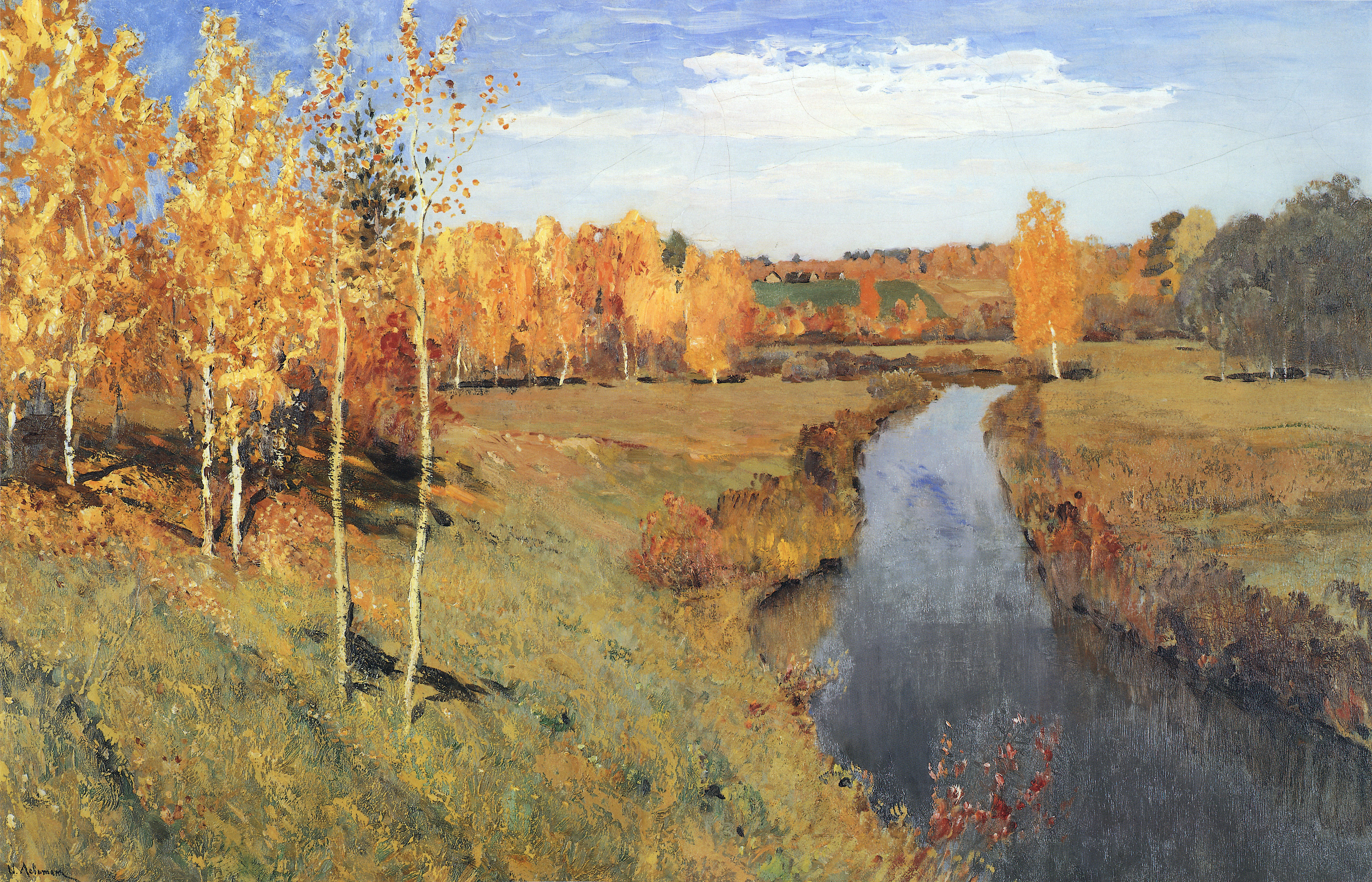
『黄金色の秋（ロシア語版）』、1895年
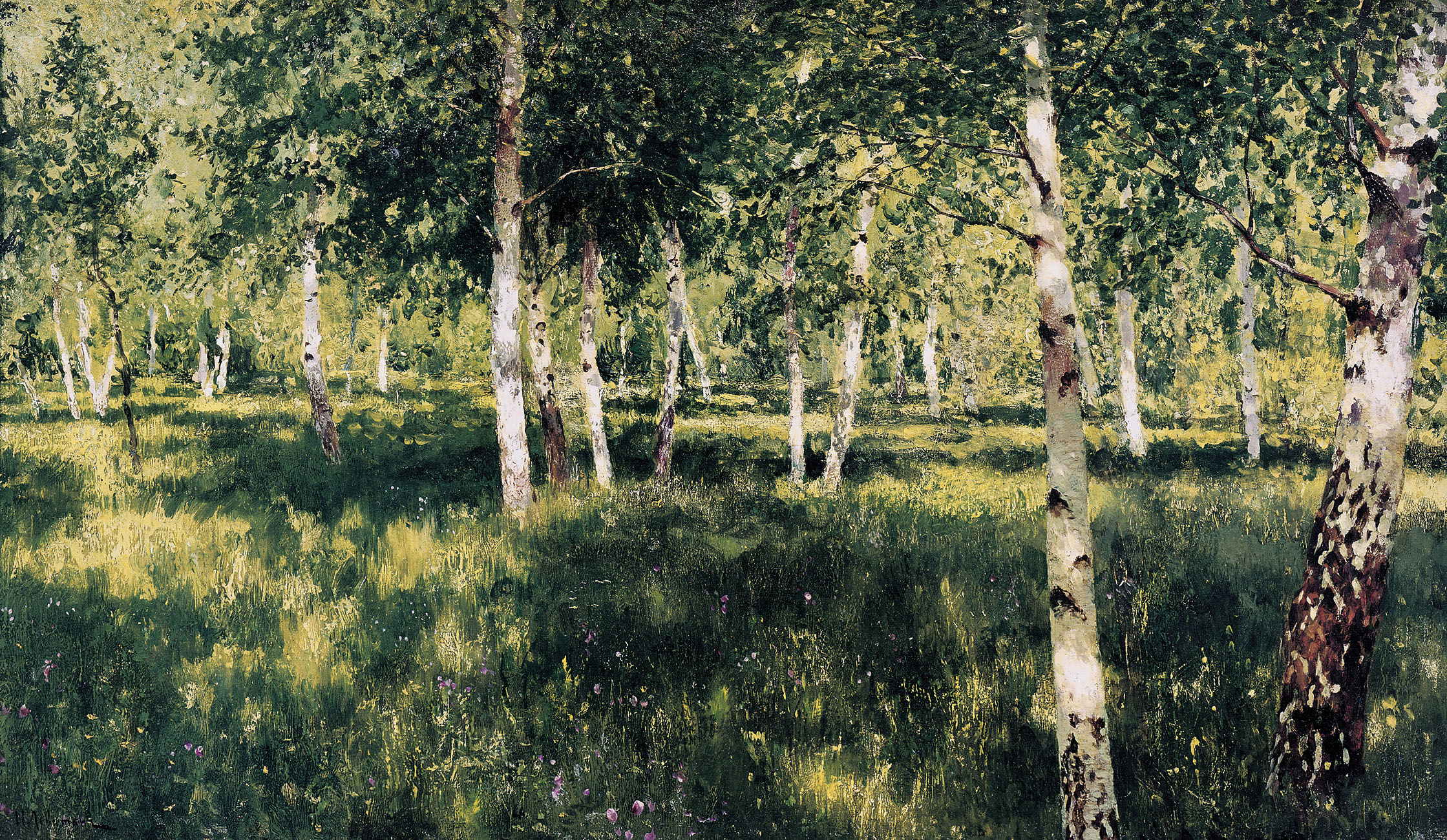
『白樺林（ロシア語版）』
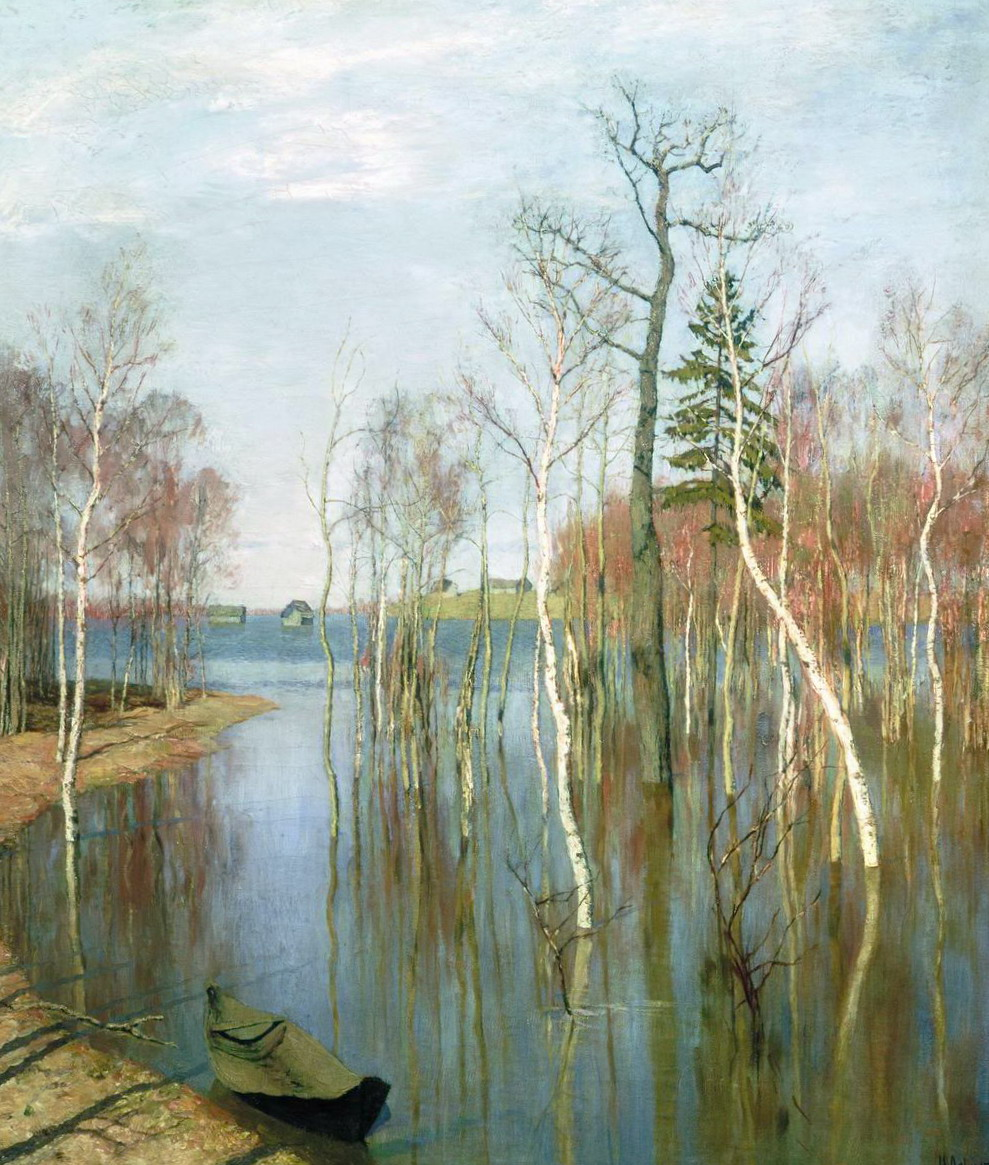
『春の水（ロシア語版）』、1897年
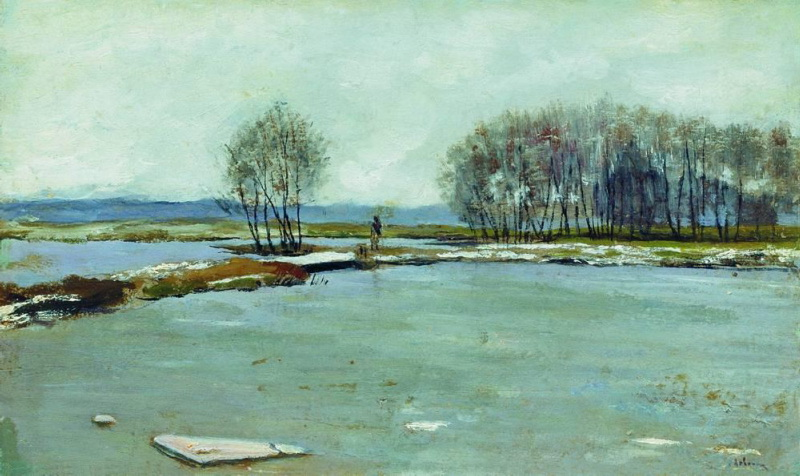
『早春』、1899年
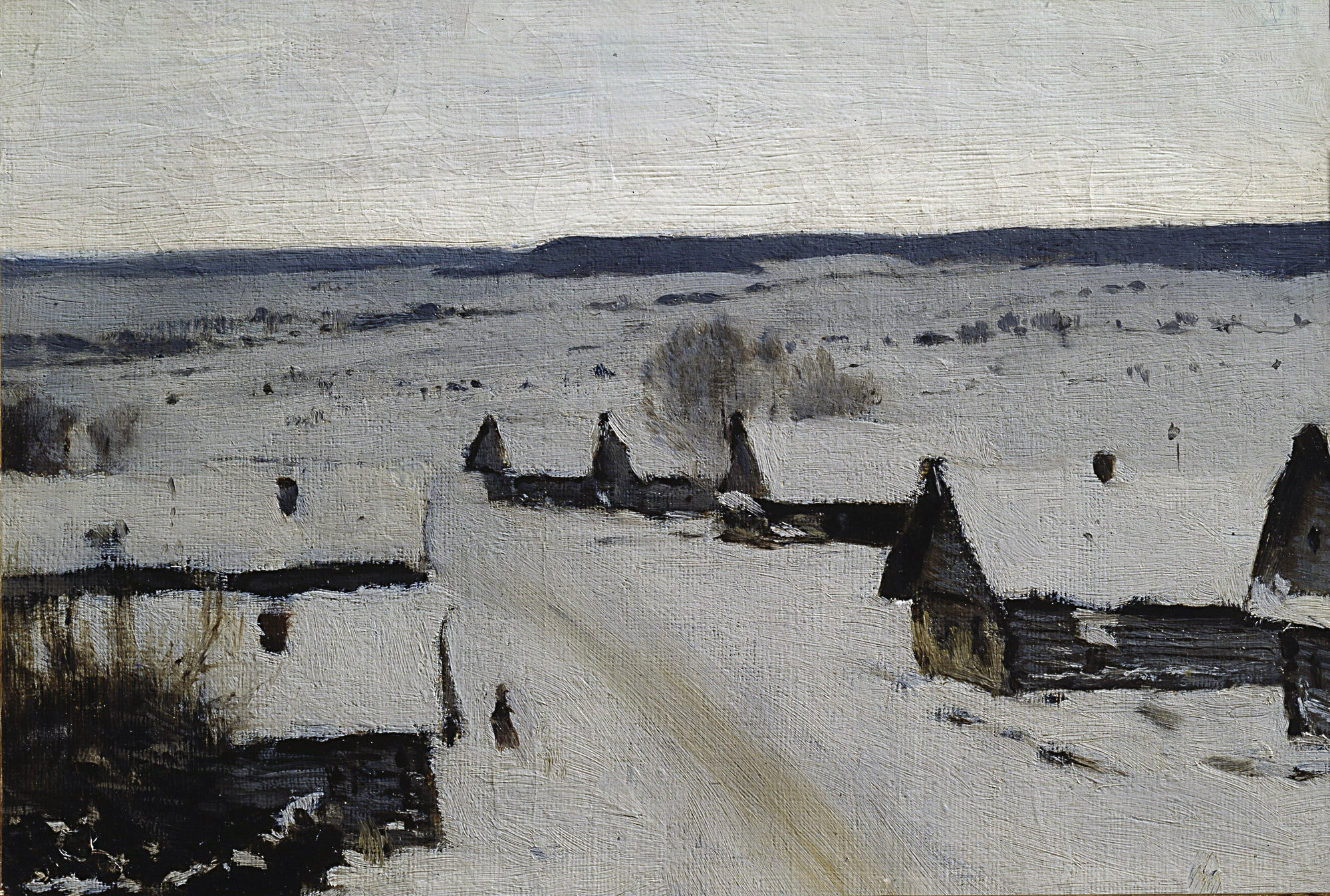
『冬、村』
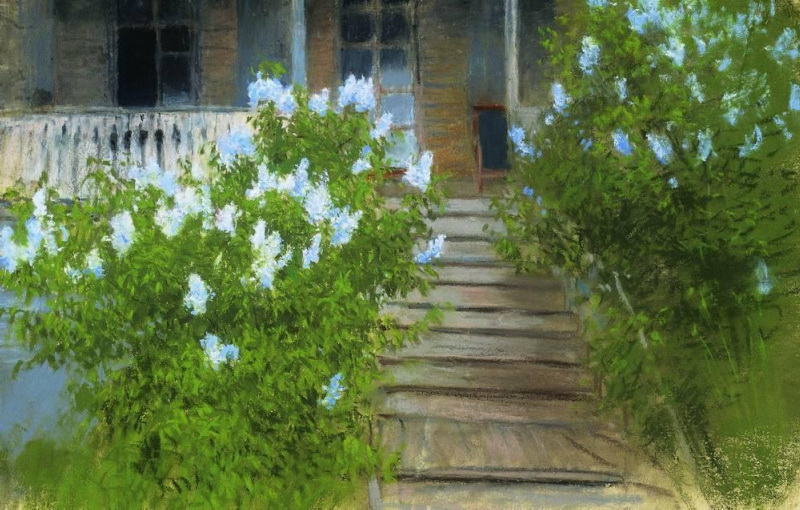
『メリホヴォのポーチ、ライラック』、1895年